# الحياة الأمبراطورية في مدينة الزمرد
الحياة الأمبراطورية في مدينة الزمرد: داخل المنطقة الخضراء في العراق هو كتاب من تأليف راجيف جاندراسيكاران ذات نظرة انتقادية حول القيادة المدنية لمشروع إعادة الأعمار الأمريكي في العراق. مركزاً بصورة رئيسية على تصرفات سلطة الائتلاف المؤقتة داخل المنطقة الخضراء في بغداد. فصل المؤلف التناقضات، عدم الكفاءة والتصرفات البيروقراطية التي منعت نقل السلطة سريعاً للعراقيين وغذى العنف المتصاعد، بالأضافة إلى المثالة والأوهام النفسية الموثوق بها التي منعت الأدارة الأمريكية من رؤية الحالة الحقيقية للأمور في العراق.

## جوائز
اختير الكتاب كواحد من أفضل الكتب الغير خيالي في 2006/2007 من قبل انترتينمنت ويكلي، صحيفة نيويورك تايمز وصحيفة لوس أنجلوس تايمز. ربح الكتاب أيضاً جائزة سأمويل جونسن للكتب الغير خيالي عام 2007 وجائزة Overseas Press Club of America عام 2006.

## الفلم المتقبس من الكتاب
اقتبس الكتاب الغير خيالي إلى فلم حركة خيالي كتب واخرج من قبل بول جرينجراس. يمثل فيه مات ديمون، أيمي رايان وجريج كينيار، بدأ الإنتاج في ينياير، 2008 في إسبانيا.

## وصلات خارجية
- الموقع الرسمي للمؤلف
- حوار مع المؤلف
- مقالة حول الكتاب نشرت في The New York Times